# Sinh vật vi hiếu khí

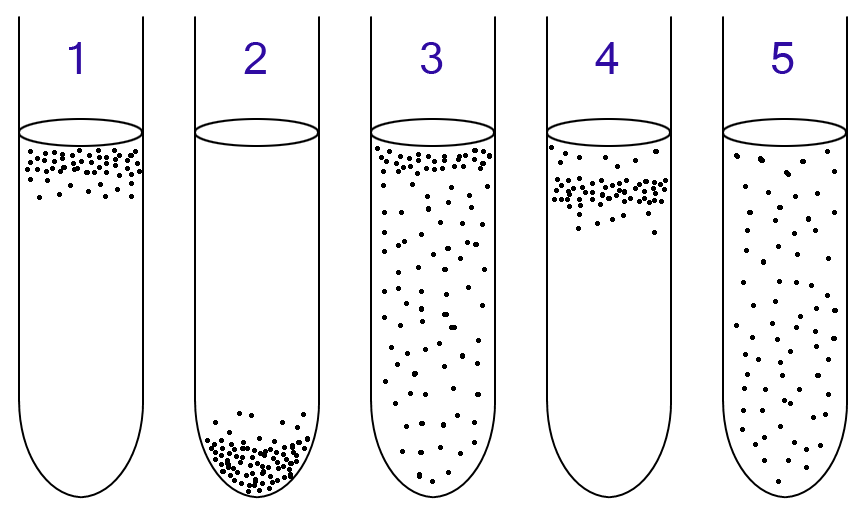
Xác định Vi khuẩn hiếu khí và kỵ khí bằng cách cấy trong ống nghiệm chứa nước thioglycollate:
1: Hiếu khí bắt buộc cần oxy vì không thể lên men hoặc hô hấp kỵ khí, tụ tập ở đầu ống có nồng độ oxy cao nhất.
2: Yếm khí bắt buộc bị nhiễm độc bởi oxy, tập trung ở đáy ống có nồng độ oxy là thấp nhất.
3: Yếm khí tuỳ ý có thể phát triển có hoặc không có oxy, tập trung chủ yếu ở đầu vì hô hấp hiếu khí tạo ra ATP nhiều hơn lên men hoặc hô hấp kỵ khí.
4: Sinh vật vi hiếu khí cần oxy vì không thể lên men hoặc hô hấp kỵ khí. Tuy nhiên, chúng đang bị đầu độc bởi nồng độ oxy cao, nên tập trung ở phần trên của ống nghiệm nhưng không phải trên đỉnh.
5: Yếm khí không bắt buộc không cần oxy cho chuyển hóa năng lượng kỵ khí. Tuy nhiên chúng không bị nhiễm độc bởi oxy, có thể sống trải đều khắp ống nghiệm.

Sinh vật vi hiếu khí là một dạng vi sinh vật cần oxy để sống, nhưng lại yêu cầu lượng phần trăm oxy trong môi trường ít hơn trong khí quyển thông thường (>21% O2 nó sẽ không tồn tại được; thường sống ở khoảng 2–10% O2). Nhiều sinh vật hiếu khí chuộng ít cũng thuộc dạng sinh vật hiếu khí chuộng carbon, yêu cầu một lượng carbon dioxide đáng kể trong không khí (ví dụ, khoảng 10% trong trường hợp của loài Campylobacter).

## Môi trường sống
Sinh vật vi hiếu khí có thể sinh sôi trong những nến cốc. Nến cốc là những lọ chứa được hơ nến vào trước khi bịt chặt chốt khí của nó lại. Ngọn nến sẽ được đốt cho tới khi bị dập tắt bởi sự thiếu hụt oxy, tạo ra một môi trường giàu carbon dioxide và nghèo đi oxy.  Những phương pháp khác để tạo môi trường hiếu khí bao gồm sử dụng một bộ tạo khí và trao đổi khí.

## Ví dụ
- Campylobacter là một loài vi hiếu khí.[3][5]
- Helicobacter pylori, một loài vi khuẩn kỵ khí được xem như là có liên quan đến bệnh viêm loét dạ dày tá tràng và một vài loại viêm niêm mạc dạ dày.[6]